# Trevor Harris
(en) Statistiques sur pro-football-reference
(en) Statistiques sur statscrew
Trevor Harris, (né le 31 mai 1986) est un joueur américain de football canadien évoluant à la position de quart-arrière. Depuis février 2023 il fait partie des Roughriders de la Saskatchewan après avoir porté les couleurs de quatre autres équipes de la Ligue canadienne de football. 

## Biographie
Né à Waldo dans l'Ohio, Trevor Harris brille autant au football qu'au basketball à la Pleasant High School de Marion. Il entre à la Edinboro University of Pennsylvania (en) à Edinboro (Ohio), où il joue au football dans l'équipe des Fighting Scots d'Edinboro (en). Il est finaliste pour le trophée Harlon Hill deux saisons de suite, en 2008 et 2009. Il est ignoré lors du repêchage de 2010 de la NFL, mais signe avec les Jaguars de Jacksonville en avril; il n'est cependant pas gardé à l'issue du camp d'entraînement. Il rejoint alors les Rattlers de l'Arizona  (AFL) où il est le quart-arrière substitut lors de la saison 2011. 
En mars 2012, Harris est engagé par les Argonauts de Toronto de la Ligue canadienne de football. En tant que troisième quart-arrière, il joue peu les deux premières saisons. En 2014 il joue un peu plus souvent, mais c'est en 2015 qu'il obtient sa chance, devenant le partant régulier quand Ricky Ray (en) est blessé,. Il mène son club à une fiche de 10-8. 
Après la saison, Harris devient agent libre et signe un contrat avec le Rouge et Noir d'Ottawa afin de seconder le vétéran Henry Burris qui est en fin de carrière. Pour cette saison 2016, Harris et Burris se partagent la tâche, et le Rouge et Noir remporte la coupe Grey avec Burris au poste de quart. L'année suivante, Burris prend sa retraite et Harris devient le quart-arrière partant, poste qu'il conserve en 2018. Cette année-là, il mène son club à la finale de la coupe Grey, mais le Rouge et noir est défait par les Stampeders de Calgary.
Harris passe aux Eskimos d'Edmonton pour la saison 2019 où il est le quart-arrière partant pour la plus grande partie de la saison. Il commence aussi la saison 2021 avec Edmonton, mais est peu efficace et est échangé le 17 octobre aux Alouettes de Montréal qui désiraient du renfort pour compenser la perte de Vernon Adams, blessé. En 2022 il est le principal quart-arrière des Alouettes. Après la fin de la saison, il devient agent libre et s'entend en février 2023 avec les Roughriders de la Saskatchewan.

## Trophées et honneurs
- Équipe d'étoiles de la division Est : 2016, 2017

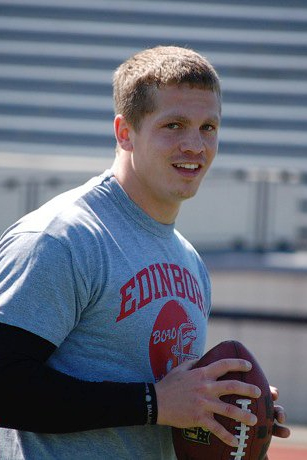
Trevor Harris en 2010
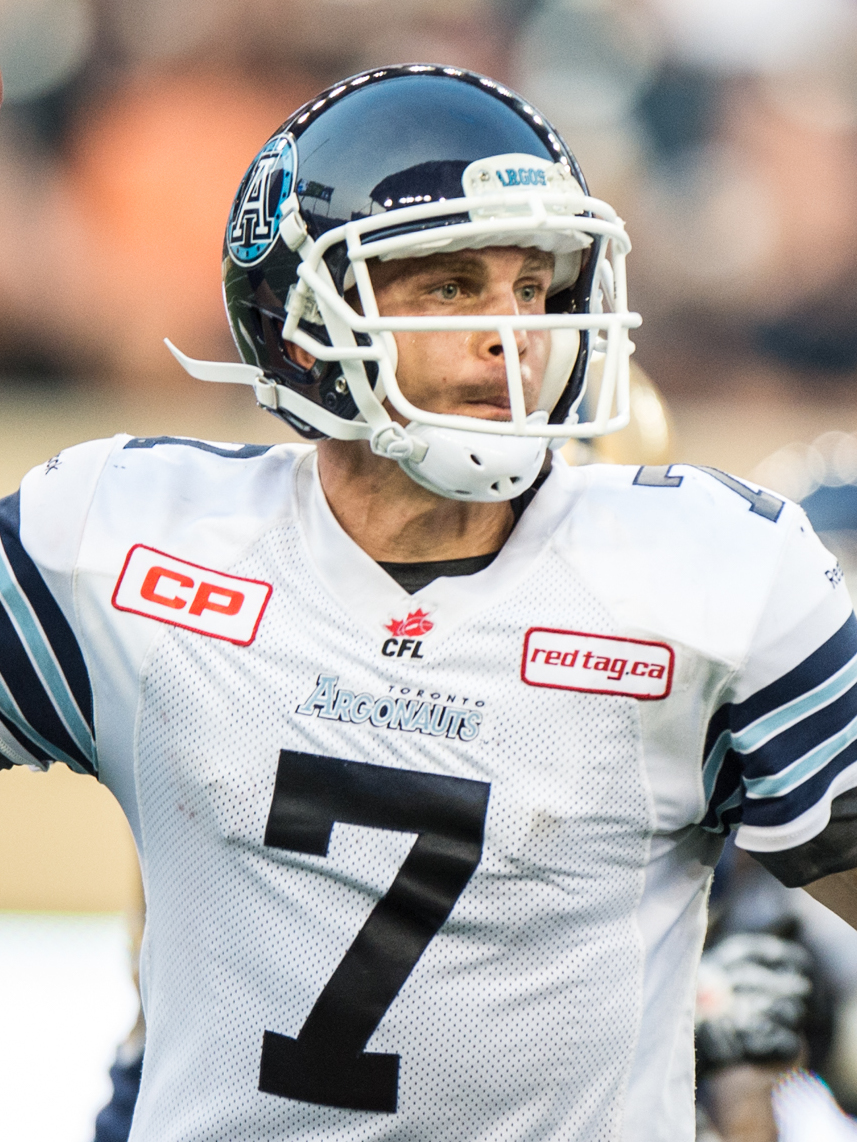
Avec Toronto en août 2015